# Furtună pe Bosfor
Furtuna pe Bosfor este un serial turcesc (dramă, în România fiind difuzat de Kanal D) creat de Endemol Turkey, având ca personaje principale pe  Nurgül Yeșilçay și Erkan Petekkaya. Acesta a avut premiera pe Star TV la 1 decembrie 2014 și finalul pe 27 martie 2017, iar în România este difuzat de Kanal D, având premiera pe 5 octombrie 2015 și finalul pe 20 aprilie 2017.
Titlul original este Paramparça , care s-ar traduce „În bucăți”, dar redactorii de la Kanal D l-au numit „Furtună pe Bosfor”.

## Poveste
Viețile a două familii ce au medii sociale diferite se intersectează printr-un accident. Gulseren (Nurgül Yeșilçay) este o fată tânără și frumoasă care 
locuiește într-un  cartier sărac din Istanbul , aceasta este lovită de o mașină și a fost dusă la spital ,fiind însărcinată, pentru a naște. Între timp, Dilara (Ebru Özkan), ce face parte dintr-o familie bogată naște la același spital. Copiii sunt dați părinților greșiti: fetița lui Gulseren este dată Dilarei și fetița Dilarei este dată lui Gulseren. 
După 15 ani , Gulseren locuiește împreună cu fiica ei Hazal. Ea a încercat să-i ofere tot cei mai bun fetei, fiindcă soțul ei a părăsit-o. Lucrează la un magazin mic ca vânzătoare. Între timp, vom vedea că Dilara locuiește împreună cu fiica lui Gulseren Cansu in vila. Ea este o femeie bogată, care întâmpină în căsnicie unele probleme cu soțul ei Cihan (Erkan Petekkaya).
Totul se va schimba când vor afla că fetele au fost încurcate la spital , moment când Cihan se îndrăgostește de Gulseren.

## Personaje
Gülseren Sönmez Gürpınar e o femeie de peste 30 de ani, părăsită de soț la 3 zile după căsătorie, care vreme de mai mulți ani nu se gândește să-și refacă viața. O naște pe Cansu, dar din cauza confuziei de la maternitate, i se dă drept copilul ei fetița unei familii bogate pe care o va boteza Hazal. În episodul 53, s-a casatorit cu Cihan, dar a venit Bulent, fostul soț a lui Zeynep, care voia să îl împuște pe Ozan. Dar, ca o mamă, Gulseren s-a aruncat în fața lui Ozan și a murit.
Cihan Gürpınar e un om de afaceri de succes proprietarul unui lanț de restaurante și cafenele. A fost căsătorit cu Dilara cu care are un băiat, Ozan. Cihan este tatăl biologic al lui Hazal, fata crescută de Gulseren. 
Dilara Terzioğlu Erguvan e fosta soție lui Cihan, mama biologică a lui Hazal și soția lui Harun cu care are un copil.
Harul Erguvan este soțul Dilarei și dușmanul lui Cihan, are un copil cu Dilara care se numește Demir Alaz.
Ayșe Yukselen e iubita lui Cihan, care moare fiind împușcată accidental de tatăl lui Cihan.
Asuman Terzioğlu este sora Dilarei.
Hazal Gürpınar e fiica biologică a Dilarei și a lui Cihan, crescută până la 15 ani de Gülseren.
Cansu Gülpınar Aydın  e fiica biologică a lui Gülseren și a lui Ozkan, crescută de Dilara și Cihan. 
Ozan Gürpınar e băiatul lui Cihan și al Dilarei. 
Maide este mătușa lui Harun și mama adoptivă a lui Ayșe. 
Alper Tek e amic și partener de afaceri cu Cihan, dar fiind risipitor, trage sforile unor afaceri dubioase fără știrea acestuia, pentru a profita de banii lui. El este căsătorit cu Solmaz, prietena lui Dilara. 
Solmaz Tek e soția lui Alper și cea mai bună prietenă a Dilarei. 
Keriman Akçatepe e cumnata lui Gülseren, locuiesc împreună în casa moștenită de la părinții ei.
Rahmi Gürpınar e tatăl lui Cihan. 
Özkan Gülpınar e soțul lui Gülseren, care și-a părăsit familia imediat după căsătorie.
Candan Soylu e avocată de succes, prietena lui Dilara, care mai târziu devine dușmanul Dilarei ocupându-se de cazul lui Ozkan care dorește să obțină custodia lui Cansu.
Yıldırım e soțul lui Candan, dar au divorțat. Și este avocatul lui Cihan.

## Distribuție
| Rol               | Actor             | Sezon |
| ----------------- | ----------------- | ----- |
| Cihan Gürpınar    | Erkan Petekkaya   | 1-3   |
| Dilara Terzioglu  | Ebru Özkan        | 1-3   |
| Harun Erguvan     | Barıș Falay       | 2-3   |
| Asuman Terzioglu  | Mine Tugay        | 3     |
| Demir Yankî       | Sarp Akkaya       | 3     |
| Hazal Gurpinar    | Alina Boz         | 1-3   |
| Cansu Gurpinar    | Leyla Tanlar      | 1-3   |
| Ozan Gurpinar     | Burak Tozkoparan  | 1-3   |
| Özkan Gülpınar    | Tolga Tekin       | 1-3   |
| Keriman Akçatepe  | Nursel Köse       | 1-3   |
| Yıldırım          | Ertuğrul Postoğlu | 1-3   |
| Rahmi Gürpınar    | Civan Canova      | 1-3   |
| Ekrem             | Ilhan Șeșen       | 3     |
| Gülseren Gürpınar | Nurgül Yeșilçay   | 1-2   |
| Ayșe Yukselen     | Șukran Ovali      | 2     |
| Deniz             | Ceyhun Mengiroglu | 2-3   |
| Mete Pars         | Sarpcan Koroglu   | 3     |
| Maide Erkoc       | Humeyra           | 2-3   |
| Candan Soylu      | Ahu Yağtu         | 1-3   |
| Burhan            | Taner Turan       | 2-3   |
| Selma Pak         | Sinem Uslu        | 3     |
| Alper Tek         | Cemal Hunal       | 1     |
| Solmaz Tek        | Gunes Emir        | 1     |

## Sezoane
| Sezonul | Episoade | Premiera originală | Premiera în România | Finalul original | Finalul în România |
| ------- | -------- | ------------------ | ------------------- | ---------------- | ------------------ |
| 1       | 31 (24)  | 1 decembrie 2014   | 5 octombrie 2015    | 29 iunie 2015    | 22 decembrie 2015  |
| 2       | 40 (48)  | 14 septembrie 2015 | 22 februarie 2016   | 20 iunie 2016    | 2 august 2016      |
| 3       | 26 (30)  | 19 septembrie 2016 | 2 ianuarie 2017     | 27 martie 2017   | 20 aprilie 2017    |